# 기계적 발레
기계적 발레(Ballet Mecanique)는 프랑스에서 제작된 페르낭 레제, 더들리 머피 감독의 1924년 영화이다. 페르낭 레제 등이 주연으로 출연하였다.

## 출연

### 주연
- 페르낭 레제
- 더들리 머피

## 제작진
- 각색: 페르낭 레제